# Jack Hoxie
John Hartford Hoxie, detto Jack (11 gennaio 1885 – Elkhart, 28 marzo 1965), è stato un attore statunitense.

## Filmografia parziale
- The Dumb Girl of Portici, regia di Phillips Smalley e Lois Weber (1916)
- Giovanna d'Arco (Joan the Woman), regia di Cecil B. DeMille (1916)
- Il brillante dei Bryce (Lightning Bryce), regia di Paul Hurst (1919)
- A Man from Nowhere, regia di Francis Ford (1920)
- Men in the Raw, regia di George Marshall (1923)
- The Red Rider, regia di Clifford Smith (1925)
- Looking for Trouble, regia di Robert N. Bradbury (1926)
- The Demon, regia di Clifford Smith (1926)
- The Last Frontier, regia di George B. Seitz (1926)
- Trouble Busters, regia di Lewis D. Collins (1933)